# 김가영 (1991년)
김가영(金佳英, 1991년 12월 2일 ~ )은 대한민국의 배우이다. 2009년 《1박 2일》에 출연한 후 '국악고 소녀'로 알려졌다. 2011년부터 2017년 8월 31일까지 과거 걸그룹 스텔라의 멤버였다.

## 출연작

### 드라마
- 2011년 KBS2 월화드라마 《스파이 명월》 - 주경주 역
- 2014년 OCN 일요드라마 《닥터 프로스트》 - 김다래 역
- 2015년 KBS2 월화드라마 《후아유 - 학교 2015》 - 가영 역 (특별출연)
- 2017년 웹드라마 《청기 올리고 백기 내려》 - 진아 역
- 2017년 네이버TV 《손의 흔적》 - 상상속 컴패니언걸 역
- 2017년 웹드라마 《소녀들의 전쟁》 - 태희 역
- 2017년 웹드라마 《청둥아 진정해》 - 가영 역
- 2018년 KBS1 주말드라마 《조선미인별전》 - 미인후보 1 가영 역
- 2018년 MBN 수요드라마 《연남동 539》 - 수연 역
- 2018년 웹드라마 《사랑 사실은 너랑》- 가을 역
- 2018년 OCN 수목드라마 《신의퀴즈 리부트》 - 리포터 역
- 2019년 KBS2 월화드라마 《조선로코 - 녹두전》 - 국화 역

### 영화
- 2018년 《순례자의 조상》 - 킬러 501 역

### 예능
- 2011년 KBS2 《연예가중계 》
- 2016년 KBS N 스포츠 《킹국진의 깨백리그》
- 2020년 MBN 《미쓰백》
- 2022년 SBS Plus 《나는 SOLO 그후, 사랑은 계속된다》 - 진행

### 시사,교양
- 2014년 KBS2 《역지사지토크쇼 - 대변인들 》

### 뮤직 비디오
- 2011년 틴탑 - Supa Luv
- 2013년 퓨어 - Wedding day (결혼하는 날)

## 수상
- 제16회 성균관대학교 전국 초, 중, 고등학생 무용경연대회 특상
- 제40회 한국무용협회 무용콩쿠르 한국무용부문 차석상

## 학력
- 국립국악고등학교
- 성균관대학교 무용학과

## 가족 관계
- 남동생 : 김성표 (1994년 3월 17일 ~ ) - 前 삼성 라이온즈 외야수